# Eclipse (kůň)
Eclipse (1764–1789) byl slavný dostihový kůň – ryzák s bílou skvrnou v oblasti břicha. Během své dostihové kariéry nebyl nikdy poražen.

## Kariéra dostihového koně
Narodil se při velkém zatmění Slunce v roce 1764, podle nějž dostal jméno, které v překladu znamená zatmění. Jeho matkou byla klisna Spiletta, otcem Marks. Měl už zpočátku nezvladatelný temperament. Údajně jej během výcvikového období zneužíval k nočním výpravám epsomský pytlák. Na svou dobu byl Eclipse velmi mohutný a v tréninku vykazoval takové výsledky, že se nedaly úplně utajit, proto již při svém závodním debutu nastupoval jako favorit.
Tehdy také prohlásil profesionální sázkař a budoucí Eclipsův majitel Dennis O'Kelly nesmrtelnou větu: „Eclipse první, zbytek nikde!“ O několik minut později byla tato věta vyřčena jako oficiální výrok dostihové komise.
A vyhrávání rozdílem distance (vzdálenost 200 m před cílem označená distančním mezníkem) bylo pro Eclipse na denním pořádku. Do cíle dorazil vždy svěží, s velkým náskokem první. Jeho žokej jej nikdy nemusel pobídnout, protože se nenašel žádný kůň, který by se k němu byť jen přiblížil. A to dokonce i v dostihu na 6,4 km se zátěží 76 kg. Jeho dostihovou kariéru ukončil nezájem soupeřů posílat své koně do předem prohraného dostihu.

## Plemeník
Po ukončení dostihové kariéry byl zařazen do chovu, v němž se také velmi významně prosadil. Do své smrti ve věku 25 let kryl každoročně na 50 klisen.

## Po smrti
Když Eclipse zemřel, bylo při pitvě zjištěno, že měl dvojnásobně velké srdce oproti normálu. Stal se také prvním koněm, který se dostal do muzea.
The Royal Veterinary College zjistila, že téměř 80 % současných dostihových koní má krev koně Eclipse ve svém rodokmenu. V rámci projektu Eclipse (2005) nadále studují jeho DNA britští vědci.